# Striptease (film)
Striptease è un film commedia nera americano del 1996 diretto da Andrew Bergman e interpretato da Demi Moore, Armand Assante, Ving Rhames, Robert Patrick e Burt Reynolds. Basato sull'omonimo romanzo di Carl Hiaasen, il film è incentrato su una ex segretaria dell'FBI diventata spogliarellista che viene coinvolta sia nella battaglia legale per la custodia della figlia che in un intrigo politico.
Demi Moore è stata pagata 12,5 milioni di dollari per recitare in Striptease, divenendo l'attrice cinematografica più pagata fino a quel momento. Uscito nelle sale il 28 giugno 1996, il film ha incassato 113 milioni di dollari in tutto il mondo contro il suo budget di 50 milioni di dollari. Tuttavia, è stato stroncato dalla critica, ha vinto sei Razzie Awards, incluso il premio come peggior film, ed è stato valutato come uno dei peggiori film mai realizzati. Il fiasco del film segnò una svolta negativa nella carriera di Moore.

## Trama
Erin Grant, impiegata d'ufficio dell'FBI, viene licenziata in tronco in un momento particolarmente difficile della sua vita: ha da poco divorziato dal marito Darrell, un balordo inaffidabile ex informatore per la narcotici, al quale un giudice affida la figlia Angela, di sette anni, con la motivazione della migliore condizione economica. Per  racimolare il denaro sufficiente per riottenere la bambina, Erin si esibisce alla Castorina Birichina (Eager Beaver in originale), uno strip club di Miami, suscitando la follia amorosa di un deputato repubblicano, David Dilbeck, in visita incognita presso il locale, che arriva ad aggredire fisicamente dei clienti molesti.
Lì presente vi è Malcolm Moldovsky, un ammiratore segreto di Erin, il quale, probabilmente intenerito dalla stripper e dalla sua vicenda legale, coglie l'occasione per ricattare il senatore, minacciando di denunciarlo alla stampa qualora egli si fosse rifiutato di sposare la causa della donna in tribunale, grazie alle sue preziose influenze. Il politico, inizialmente propenso ad accettare, è però legato al clan mafioso dei "Rojo" (specializzati nello spaccio di zucchero), cui dà ordine di uccidere Malcolm.
Giorni dopo, Erin riceve la notizia di un rinvio del processo sull'affidamento, e, angosciata dall'idea di perdere la figlia, non avendo ancora sufficiente denaro per sostenere le spese legali, rapisce la figlia dall'ex compagno. 
Intanto, dell'indagine sull'omicidio di Malcolm Moldovsky si occupa il detective Al Garcia, che, una volta incontratosi con Erin, mosso a simpatia, ne prende le difese, e le promette il suo sostegno. 
Erin, a sua volta, propone un accordo a Dilbeck: si riprenderà la bambina sfruttando il suo aiuto e in cambio ballerà personalmente per lui nel suo panfilo "Big Sugar" ("Grande Zucchero", di proprietà dei Rojo). Il senatore progetta loscamente di farla uccidere una volta dopo l'esibizione ma Shad, il forzuto buttafuori dello strip bar, l'accompagna sullo yacht per proteggerla.
Convinta di potersela cavare da sola, Erin si reca di nuovo sulla nave ma sfortunatamente il marito, che la rincorre da giorni per riavere la bimba, si introduce a bordo dello yacht armato di pistola. Approfittando della confusione, Erin estrae dalla borsetta una pistola, prende in ostaggio i due uomini e si reca allo zuccherificio, dove viene inseguita dagli scagnozzi di Dilbeck. Ma Garcia e Shad, allarmati per l'assenza della donna, arrivano in suo soccorso mentre una provvidenziale fuoriuscita di zucchero, causata dalla rottura di un portello, seppellisce i lestofanti. L'intervento della stampa ottiene il duplice scopo di smascherare il corrotto senatore e far riavere la figlia a Erin.

## Cast
- Demi Moore è Erin Grant, un'ex segretaria dell'FBI diventata la spogliarellista più popolare dell'Eager Beaver, uno strip club molto frequentato a Miami.
- Armand Assante è il tenente Al Garcia.
- Ving Rhames è Shad, il capo della sicurezza dell'Eager Beaver.
- Robert Patrick è Darrell Grant.
- Burt Reynolds è il potente e corrotto David Dilbeck, principale antagonista del film e membro del Congresso. Ha una passione ossessiva per Erin Grant.
- Siobhan Fallon Hogan è Rita Grant.
- Rumer Willis nei panni di Angela Grant, la figlia di Erin Grant. È interpretata dalla figlia di Demi Moore e Bruce Willis.
- Paul Guilfoyle è Malcolm Moldowsky.
- Stuart Pankin è Alan Mordecai.
- PaSean Wilson è Sabrina Hepburn.
- Dina Spybey è Monique, Jr., una spogliarellista straniera sexy che viene da Parigi.
- Barbara Alyn Woods è Lorelei.
- Pandora Peaks è Urbana Sprawl, una procace spogliarellista di Fort Lauderdale, Florida.
- Rena Riffel è Tiffany.

## Produzione
Castle Rock Entertainment ha prodotto Striptease. Il film è basato sul romanzo Strip tease dello scrittore di gialli della Florida Carl Hiaasen. È stato pubblicato nel 1993 ed è stato un bestseller.
La sceneggiatura stessa è stata scritta da Andrew Bergman, che ha anche diretto la pellicola. Secondo un critico, la trama del romanzo è "seguita abbastanza fedelmente" dalla sceneggiatura, ma portando la complicata storia sullo schermo, "Bergman si dimentica di ritrarre in modo convincente la protagonista. 
Bergman disse a proposito delle prime proiezioni in sala: "Ho adorato il libro e la cosa divertente è che [l'autore Carl] Hiaasen ha adorato il film. Ha pensato che fosse davvero, davvero fedele al libro, cosa che volevo fare! Non me ne pento, è stato trattato come un dannato molestatore di bambini per aver realizzato quel film, ma così sia."

### Casting

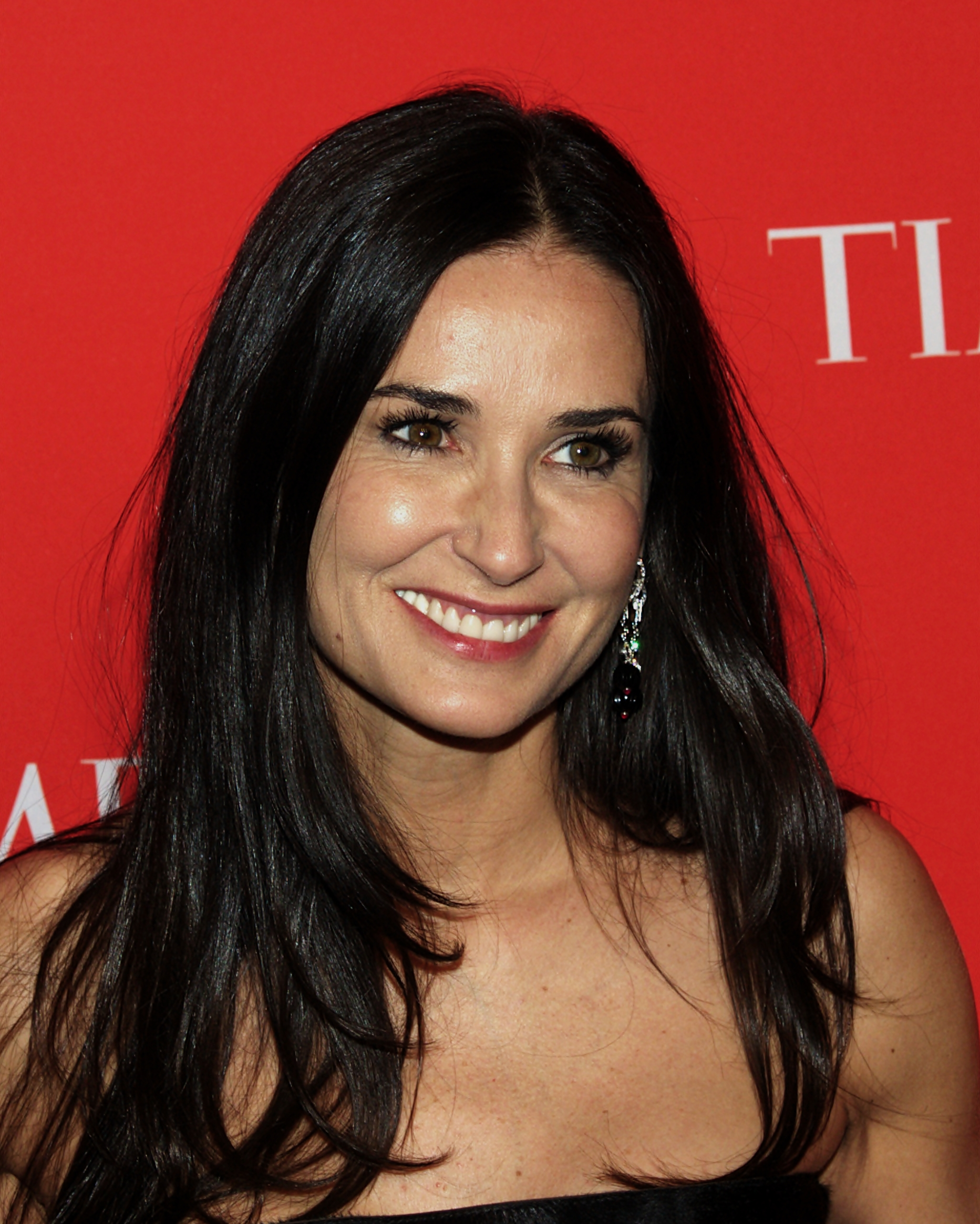
Demi Moore interpretò Erin Grant e ha ricevuto uno stipendio record per il film.

Moore ha interpretato il personaggio femminile principale, Erin Grant. Per il film, è stata pagata $ 12,5 milioni, che all'epoca era un record per un'attrice.
Per prepararsi al ruolo, Moore ha visitato strip club a New York, California e Florida, e ha incontrato spogliarelliste. Ha anche letto il romanzo, ha esercitato e praticato yoga. Moore è stata scelta prima di altre parti importanti, creando un certo interesse per il progetto. Nel primo tentativo di filmare Moore mentre si spoglia, sono stati usati duecento comparse per ritrarre il pubblico. Sebbene i loro stipendi fossero bassi, molti hanno accettato il ruolo per vedere Moore nuda. Dopo aver aspettato un po', quando finalmente Moore è apparsa e ha iniziato a ballare, la folla è diventata così rumorosa e selvaggia che le riprese dovettero cessare temporaneamente. Come ha detto Moore: "Dopo la mia esperienza, mi sentivo molto fiduciosa".
Rhames interpreta un buttafuori di nome Shad. I realizzatori, nel provare attori per la parte di Shad, hanno cercato qualcuno "almeno 6'2 e fisicamente massiccio ... qualsiasi etnia."
Reynolds ha interpretato il membro del Congresso Dilbeck, e ha basato la sua performance su politici che conosceva all'inizio vita, attraverso suo padre, un capo della polizia. Reynolds ha accettato uno stipendio di $ 350.000; inferiore a quello che aveva guadagnato nella sua carriera precedente.
La figlia di Moore, Rumer Willis, che aveva 7 anni quando è uscito il film, ha interpretato la figlia di Erin, Angela. Come ha spiegato Moore, "lei [Willis] lo voleva così tanto" che Moore ha chiesto che Willis fosse presa in considerazione per la parte. In realtà questo ha richiesto a Willis di vedere Moore ballare in topless, per una scena in cui Angela vede Erin esibirsi. Tuttavia, Moore ha detto che questo era accettabile, in quanto "Non svergogniamo il corpo, incoraggiamo il corpo come qualcosa di bello e naturale, e i miei figli fanno il bagno con me, e io vado in giro nuda."

### Ripresa finale
Durante le proiezioni di prova, il pubblico si è opposto a una scena alla fine in cui Dilbeck diventa violento e tenta di violentare Erin, tenendole un coltello alla gola. La scena è stata girata di nuovo cinque mesi dopo per renderla più divertente, causando un ritardo di un mese nella distribuzione, ma anche le proiezioni di prova hanno evidenziato reazioni meno favorevoli.

## Distribuzione
Striptease è uscito negli Stati Uniti il 28 giugno 1996, dopo una prima del 23 giugno a New York. È stato distribuito in Australia, Francia e Germania in agosto e in Argentina, Italia, Bolivia, Sud Africa, Regno Unito, Brasile e Giappone a settembre.

## Accoglienza

### Critica
Detiene una valutazione del 12% su Rotten Tomatoes, con un punteggio medio di 3,6/10 in base a 69 recensioni. Il consenso del sito recita: "Striptease non può decidere se si tratta di un thriller volgare o di una satira sexy - che diventa un punto controverso in quanto si rivela disastrosamente incapace di riuscirci". Su Metacritic ha dato una valutazione media del 37% basata su 27 recensioni
.
Roger Ebert del Chicago Sun-Times si è complimentato con alcuni dei personaggi, ma alla fine ha concluso che il film è fallito perché "tutti i personaggi sono esilaranti, tranne quello di Demi Moore". Ebert ha anche trovato la nudità non troppo sexy. Leonard Maltin è stato più duro, descrivendo che il film era troppo deprimente e "non abbastanza divertente o drammatico, o abbastanza sexy o cattivo per qualificarsi come intrattenimento in qualsiasi categoria." Barbara Cramer concordava con Ebert sul fatto che il personaggio di Moore è stato scritto in modo troppo drammatico, rispetto ad altri personaggi. Ha detto che il film era prevedibile e si rivolgeva principalmente a "scolari post-pubescenti o guardoni nascosti". Tuttavia, Cramer ha anche citato il "miglior ruolo di Reynolds da anni" e ha detto che Rhames "valeva il prezzo del biglietto".
Nathan Rabin, recensendo il film per la sua serie "My Year of Flops", ha descritto il film così: un dramma serio su una madre single in difficoltà... e poi ha detto a tutti che gli altri membri del cast stavano realizzando una "folle commedia poliziesca piena di personaggi stravaganti, squallidi imbroglioni, stupidi opportunisti e caricature fuori misura".

### Botteghino
Anche se è stato sottotono al botteghino nordamericano, Striptease è riuscito a riscuotere un discreto successo finanziario all'estero. Ha incassato $ 12,322,069 nel suo primo fine settimana, dietro a Il professore matto, L'eliminatore - Eraser e Il gobbo di Notre Dame (qui Demi Moore doppia uno dei personaggi principali).
Alla fine, Striptease ha guadagnato $ 33,109,743 negli Stati Uniti, e altri $ 80,200,000 a livello internazionale. Il totale raggiunto è di $ 113,309,743.

## Riconoscimenti
- 1996 - Razzie Awards
  - Peggior film
  - Peggior sceneggiatura a Andrew Bergman
  - Peggior attrice protagonista a Demi Moore
  - Peggior regista a Andrew Bergman
  - Peggior coppia a Demi Moore e Burt Reynolds
  - Peggior canzone originale
  - Nomination Peggior attore non protagonista a Burt Reynolds
- 1999 - Razzie Awards
  - Nomination Peggior film del decennio
- 1996 - Stinkers Bad Movie Awards
  - Peggior film
  - Nomination Peggior attrice protagonista a Demi Moore
  - Nomination Peggior attore non protagonista a Burt Reynolds
- 1997 - Premio YoGa
  - Peggior attrice a Demi Moore
- 1996 - MTV Movie Award
  - Nomination Attrice più attraente a Demi Moore